# Vela ai XVII Giochi del Mediterraneo
Le competizioni relative alla vela ai XVII Giochi del Mediterraneo si sono svolte al Porto Turistico di Mersin tra il 21 e il 27 giugno 2013.
Per questo sport sono state organizzate le seguenti prove:
- 470 (maschile e femminile)
- Laser (maschile)
- Laser Radial (femminile)

per un totale di 4 podi messi in palio.

## Calendario
Le gare hanno seguito il seguente calendario:
| ● | Competizioni | ● | Finali |

| Giugno |    |    |    |    |    |    |    |    |    |    |    |    |
| 18     | 19 | 20 | 21 | 22 | 23 | 24 | 25 | 26 | 27 | 28 | 29 | 30 |
|        |    |    | ●  | ●  | ●  |    | ●  | ●  | ●  |    |    |    |

## Podi

### Uomini
| Evento           | Oro                               | Argento                                           | Bronzo                                      |
| Laser (dettagli) | Tonči Stipanović                  | Jean-Baptiste Bernaz                              | Jesús Rogel Sánchez                         |
| 470 (dettagli)   | Croazia Šime Fantela Igor Marenić | Grecia Panagiotis Mantis Pavlos Serafeim Kagialis | Italia Francesco Falcetelli Enrico Clementi |

### Donne
| Evento                  | Oro                                      | Argento                            | Bronzo                                 |
| Laser Radial (dettagli) | Tina Mihelić                             | Alicia Cebrián                     | Nazlı Çağla Dönertaş                   |
| 470 (dettagli)          | Francia Mathilde Geron Camille Lecointre | Croazia Romana Župan Enia Ninčević | Italia Francesca Komatar Sveva Carraro |

## Medagliere
| Posizione | Paese   | Oro | Argento | Bronzo | Totale |
| --------- | ------- | --- | ------- | ------ | ------ |
| 1         | Croazia | 3   | 1       | 0      | 4      |
| 2         | Francia | 1   | 1       | 0      | 2      |
| 3         | Spagna  | 0   | 1       | 1      | 2      |
| 4         | Grecia  | 0   | 1       | 0      | 1      |
| 5         | Italia  | 0   | 0       | 2      | 2      |
| 6         | Turchia | 0   | 0       | 1      | 1      |
| Totale    | Totale  | 4   | 4       | 4      | 12     |